# Joseph L. Mankiewicz

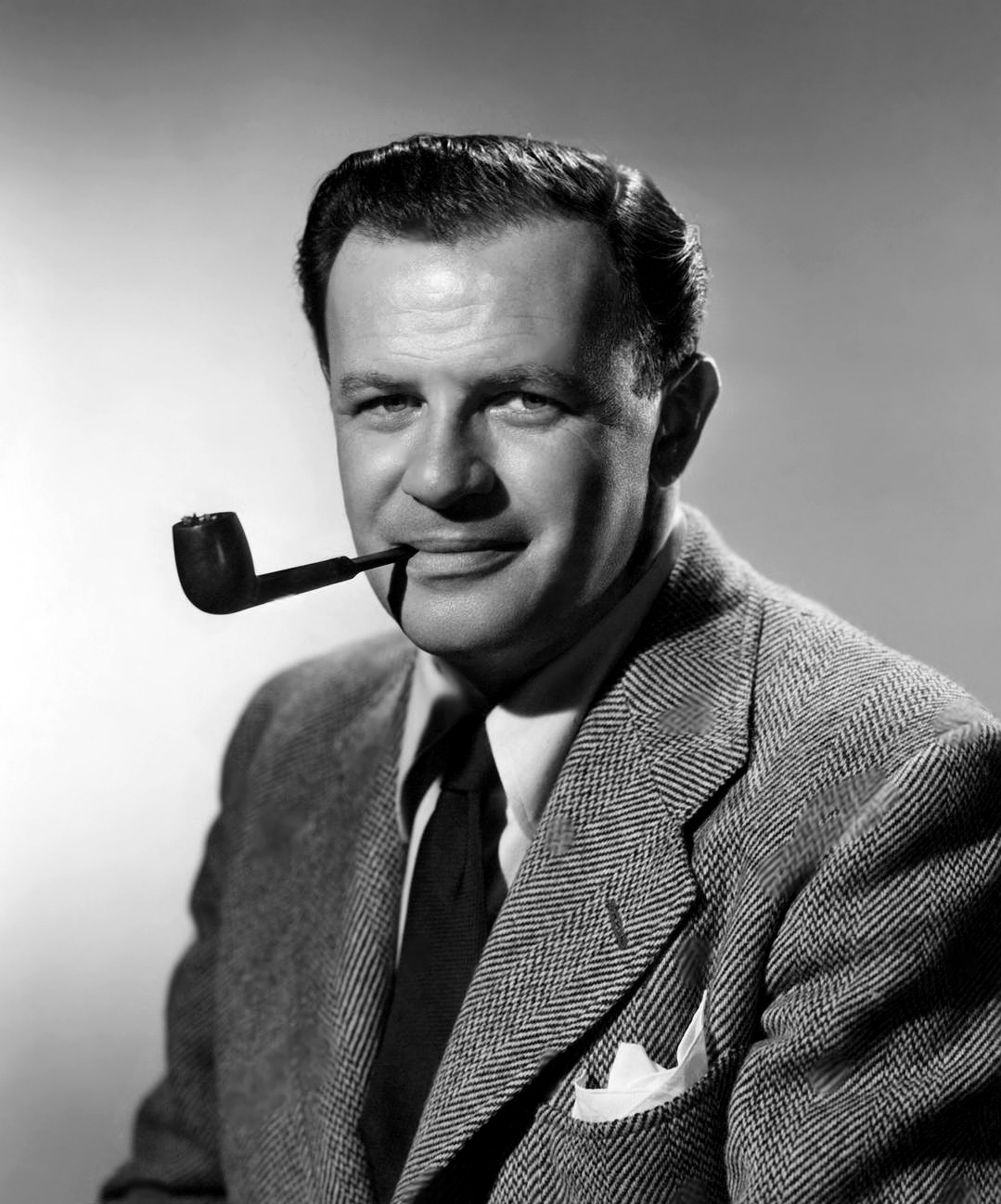
Joseph L. Mankiewicz, 1950

Joseph Leo Mankiewicz (11.2.1909 – 5.2.1993) là một đạo diễn điện ảnh, người viết kịch bản phim và nhà sản xuất phim người Mỹ đã đoạt Giải Oscar.

## Tiểu sử
Joseph L. Mankiewicz sinh tại Wilkes-Barre, Pennsylvania, con của Franz Mankiewicz (?–1941) và Johanna Blumenau, di dân Do Thái từ Đức. Joseph có 1 chị gái là Erna Mankiewicz (1901–1979), và 1 anh trai là nhà viết kịch bản Herman J. Mankiewicz.. Joseph có hai con trai là đạo diễn kiêm người viết kịch bản Tom Mankiewicz và nhà sản xuất phim Christopher Mankiewicz, cùng 1 người con gái tên Alexandra Mankiewicz. Người cháu gọi Joseph là ông chú ruột tên Ben Mankiewicz, hiện làm ở kênh truyền hình TCM.
Mankiewicz cùng với gia đình di chuyển về cư ngụ ở thành phố New York và tốt nghiệp trường Stuyvesant High School năm 1924. Năm 1928, ông đậu bằng cử nhân ở Đại học Columbia. Joseph đã làm việc tại Berlin, Đức một thời gian với chức thông tín viên nước ngoài cho nhật báo Chicago Tribune, trước khi bước vào ngành điện ảnh.
Trong suốt sự nghiệp lâu dài ở Hollywood, ông đã viết 48 kịch bản, trong đó có All About Eve, kịch bản đã đoạt giải Oscar. Ông cũng đã sản xuất hơn 20 phim, trong đó có The Philadelphia Story được đề cử cho Giải Oscar cho phim hay nhất năm 1941. Tuy nhiên, Joseph nổi tiếng nhiều về các phim mà ông đạo diễn và đã đoạt giải Oscar cho đạo diễn xuất sắc nhất 2 lần. Năm 1944, ông sản xuất phim The Keys of the Kingdom, do Rose Stradner (vợ của ông), và Gregory Peck diễn xuất.
Năm 1958, Mankiewicz đạo diễn phim The Quiet American (Người Mỹ thầm lặng), một kịch bản chuyển thể từ tiểu thuyết The Quiet American năm 1955 của Graham Greene về mầm mống sự liên can về quân sự của Hoa Kỳ vào cái sẽ trở thành cuộc Chiến tranh Việt Nam. Mankiewicz, dưới áp lực nghề nghiệp từ bầu không khí chống chủ nghĩa Cộng sản và danh sách đen Hollywood, đã bóp méo thông điệp trong tiểu thuyết của Graham Greene, thay đổi phần lớn cốt truyện, để kêu gọi khán giả hướng về chủ nghĩa quốc gia. Theo Green, một lời cảnh báo về sự ủng hộ mù quáng cho chủ nghĩa chống Cộng (trong tiểu thuyết) đã biến thành "một phim tuyên truyền cho nước Mỹ".
Mankiewicz từ trần năm 1993, mai táng tại nghĩa trang Saint Matthew's Episcopal Churchyard, Bedford, Thành phố New York.

## Đạo diễn và viết kịch bản
Mankiewicz đã viết kịch bản phim trong 17 năm cho hãng Paramount và làm nhà sản xuất cho hãng MGM trước khi nắm cơ hội làm đạo diễn cho hãng Twentieth Century-Fox. Trong 6 năm, ông đã làm 11 phim cho hãng Fox, đạt đỉnh cao vào năm 1949 và 1950, khi đoạt liên tiếp 2 giải Oscar cho kịch bản và đạo diễn các phim A Letter to Three Wives và All About Eve.
Năm 1951, Mankiewicz rời hãng Fox và chuyển tới New York, định viết kịch cho Broadway. Dù giấc mơ không hề trở thành hiện thực, ông vẫn tiếp tục làm phim cho hãng Figaro của riêng mình và làm đạo diễn thuê.
Phim Cleopatra phải làm trong 3 năm và kết thúc bằng gây thất bại về tài chính cho hãng Twentieth Century-Fox. Mankiewicz còn làm thêm nhiều phim, trong đó phim Sleuth (1972) với các ngôi sao Laurence Olivier & Michael Caine, là phim cuối cùng, được đề cử cho Giải Oscar cho đạo diễn xuất sắc nhất.

## Các phim của Mankiewicz

### Đạo diễn
| Năm  | Phim                                          | Đề cử giải Oscar | Đoạt giải Oscar |
| ---- | --------------------------------------------- | ---------------- | --------------- |
| 1946 | Dragonwyck                                    |                  |                 |
| 1946 | Backfire                                      |                  |                 |
| 1946 | Somewhere in the Night                        |                  |                 |
| 1947 | The Late George Apley                         |                  |                 |
| 1947 | The Ghost and Mrs. Muir                       | 1                |                 |
| 1948 | Escape                                        |                  |                 |
| 1949 | A Letter to Three Wives                       | 3                | 2               |
| 1949 | House of Strangers                            |                  |                 |
| 1950 | No Way Out                                    | 1                |                 |
| 1950 | All About Eve                                 | 14               | 6               |
| 1951 | People Will Talk                              |                  |                 |
| 1952 | 5 Fingers                                     | 2                |                 |
| 1953 | Julius Caesar                                 | 5                | 1               |
| 1954 | The Barefoot Contessa                         | 2                | 1               |
| 1955 | Guys and Dolls                                | 4                |                 |
| 1958 | The Quiet American                            |                  |                 |
| 1959 | Suddenly, Last Summer                         | 3                |                 |
| 1963 | Cleopatra                                     | 9                | 4               |
| 1964 | Carol for Another Christmas                   |                  |                 |
| 1967 | The Honey Pot                                 |                  |                 |
| 1970 | King: a Filmed Record...Montgomery To Memphis | 1                |                 |
| 1970 | There Was a Crooked Man...                    |                  |                 |
| 1972 | Sleuth                                        | 4                |                 |

## Kịch bản
- Fast Company (1929) đồng tác giả
- Slightly Scarlet (1930) đồng tác giả
- Paramount on Parade (1930)
- The Social Lion (1931) chuyển thể
- Only Saps Work (1931) đồng tác giả
- The Gang Buster (1931)
- Finn & Hattie (1931)
- June Moon (1931) đồng tác giả
- Skippy (1931) đồng tác giả
- Newly Rich (1931) đồng tác giải
- Sooky (1931) đồng tác giả
- This Reckless Age (1932) đồng tác giả
- Sky Bride (1932) đồng tác giả
- Million Dollar Legs (1932) truyện
- If I Had A Million (1932) (các đoạn "China Shop", "Three Marines", "Violet") Uncredited
- Diplomaniacs (1933) đồng tác giả
- Emergency Call (1933) đồng tác giả
- Too Much Harmony (1933) truyện
- Alice In Wonderland (1933) đồng tác giả
- Manhattan Melodrama (1934) đồng tác giả
- Our Daily Bread (1934) lời thoại
- Forsaking All Others (1934)
- I Live My Life (1935)
- The Keys of the Kingdom (1944) đồng tác giả
- Dragonwyck (1946)
- Somewhere in the Night (1946) đồng tác giả
- A Letter to Three Wives (1949)
- House of Strangers (1949) Uncredited
- No Way Out (1950) đồng tác giả
- All About Eve (1950)
- People Will Talk (1951)
- Julius Caesar (1953) Uncredited
- The Barefoot Contessa (1954)
- Guys and Dolls (1955)
- The Quiet American (1958)
- Cleopatra (1963) đồng tác giả
- The Honey Pot (1967)